# 卡里斯
卡里斯（瑞典語：Karis），又按芬兰语名译为卡尔亚，是芬兰新地区一个已废置的市镇。2009年1月1日，卡里斯与埃克奈斯、波赫亚合并成立了拉塞博里市。
卡里斯61%的人使用瑞典语，38%人使用芬兰语。